# Веляты (район Требишов)
Веляты (словац. Veľaty, венг. Velejte) — деревня на юго-востоке Словакии района Требишов, Кошицкого края.
Расположена в исторической области Земплин в юго-западной части Восточнословацкой низменности. Расположена на северном склоне горного хребта Земплинске-Врхи на высоте 160 м в 14 км от районного центра г. Требишова .
Площадь деревни 12,04 км². По состоянию на 31 декабря 2022 года здесь проживали 822 человека, в 2017 году - 842 жителя. Плотность — 68 чел/км²

## История
Первые упоминания  датируются 1220 годом.

## Население
| Год:                | 1994 | 2004    | 2014    | 2024    |
| ------------------- | ---- | ------- | ------- | ------- |
| Количество человек: | 849  | 819     | 856     | 818     |
| Разница:            |      | −3,53 % | +4,51 % | −4,43 % |